# Viking (satellite)
Il Viking è stato il primo satellite artificiale svedese. Si trattava, come quasi tutti i primi satelliti messi in orbita dalle Nazioni europee cronologicamente precedenti, di un satellite scientifico: ha condotto ricerche sui fenomeni magnetosferici al di sopra della zona delle aurore e, in particolare, sulle collisioni calde e fredde dei plasmi presso le linee di campo delle stesse aurore.
È stato lanciato nel 1986, a "piggyback" col satellite francese SPOT 1.
La Svezia è uno dei dieci Paesi fondatori della European Space Research Organisation e tuttavia, pur avendo contribuito alla messa in orbita di ESRO-2B nel 1968, è stata la settima Nazione (ben 22 anni dopo l'Italia) a far lanciare un proprio satellite. È stata la prima Nazione europea ad utilizzare un razzo vettore di fabbricazione francese, l'Ariane 1, e il Centre spatial guyanais come base di lancio. Quasi tutte le altre, dopo la Svezia, faranno altrettanto.